# Karl Joseph von Hefele
Pour les articles homonymes, voir Hefele.
Karl Joseph von Hefele, né le 15 mars 1809 à Unterkochen dans le royaume de Wurtemberg et mort le 5 juin 1893 à Rottenburg am Neckar (royaume de Wurtemberg), est un théologien wurtembergeois.

## Biographie
Né à Unterkochen dans le royaume de Wurtemberg, il fit ses études à Tübingen où, en 1839, il devint professeur titulaire d'Histoire de l'Église et de patristique à la faculté de théologie catholique. Pendant ses études, il devient membre d'AV Guestfalia Tübingen (de).
De 1842 à 1845, il siège à la seconde chambre des États de Wurtemberg (de) pour le grand-bailliage d'Ellwangen.
En décembre 1869, il est consacré évêque de Rottenburg par Lothar von Kübel (de). Son activité littéraire, qui était considérable, ne fut en rien diminuée par son élévation à l'épiscopat. Parmi ses nombreux travaux de théologie, on peut mentionner sa célèbre édition des Pères apostoliques, publiée en 1839, sa Vie du cardinal Ximenes, publiée en 1844, et sa Conciliengeschichte encore plus célèbre (Histoire des Conciles, traduite en français par Dom Henri Leclercq), en sept volumes, parus entre 1855 et 1874.
Les opinions théologiques de Hefele l'inclinaient vers les interprétations libérales à l'intérieur de l'église catholique romaine, ce qui ne l'empêchea pas de recevoir des marques de faveur importantes de la part des autorités ecclésiastiques, et il fut membre de la commission préparatoire pour le Premier Concile du Vatican (1870).
À la veille de ce concile, il publia à Naples sa Causa Honorii Papae, qui visait à démontrer l'impossibilité morale et historique de l'infaillibilité pontificale. Vers la même époque, il fit paraître un ouvrage en allemand sur le même sujet. Dans les discussions du Concile, il joua un rôle de premier plan, en s'associant avec Félix Dupanloup et Georges Darboy, archevêque de Paris, dans son opposition à la doctrine de l'infaillibilité, et il soutint leurs arguments grâce à sa vaste connaissance de l'histoire de l'Église. Au cours des discussions préliminaires, il vota contre la promulgation du dogme. Il fut absent de l'importante séance du 18 juillet 1870, et attendit jusqu'en 1871 pour envoyer sa soumission aux décrets ; il expliqua alors dans une lettre pastorale que le dogme « ne concerne que la doctrine proclamée ex cathedra, et par là les seules définitions nécessaires, mais non ses preuves ni ses explications ».
En 1872, il prit part au congrès convoqué par les ultramontains à Fulda et, en minimisant les choses, il réussit habilement à empêcher dans son diocèse toute tentation de participer au mouvement vieux-catholique. On dit que les quatre derniers volumes de la deuxième édition de son Histoire des Conciles s'étaient adaptés avec souplesse à la situation nouvelle créée par les décrets du Vatican. Pendant les dernières années de sa vie, il cessa néanmoins de faire des recherches au nom de son Église, mais prit une sorte de retraite dans la vie privée.

## Succession apostolique
Karl Joseph von Hefele a ordonné les évêques suivants :
- Archevêque Johann Baptist Orbin (de) (1882)
- Évêque Wilhelm von Reiser (1886)

## Œuvres
- Karl Joseph von Hefele (trad. de l'allemand par Dom H. Leclercq, bénédictin de l'abbaye de Farnborough), Histoire des Conciles, d'après les documents originaux (nouvelle traduction française faite sur la deuxième édition allemande corrigée et augmentée de notes critiques et bibliographique) [« Conciliengeschichte »], Paris, Librairie Letouzey et Ané (lire en ligne)
  - vol. 1 : Histoire des Conciles (Introduction - Livre 1er : conciles antérieurs à celui de Nicée - Livre 2e : le premier concile œcuménique de Nicée en 325), t. I, partie 1, 1907, 632 p. (lire en ligne)
  - vol. 2 : Histoire des Conciles (Livre 3e : du premier concile œcuménique au concile sardique - Livre 4e : concile de Sardique et de Philippopolis - Livre 5e : du concile de Sardique au second concile général - Livre 6e : les conciles de Laodicée et de Gangres), t. I, partie 2, 1907, 595 p. (lire en ligne)
  - vol. 3 : Histoire des Conciles (Livre 7e : le second concile œcuménique de Constantinople en 381 - Livre 8e : du deuxième au troisième concile œcuménique - Livre 9e : troisième concile œcuménique à Éphèse en 431 - Livre 10e : du troisième concile au quatrième concile œcuménique), t. II, partie 1, 1908, 646 p. (lire en ligne)
  - vol. 4 : Histoire des Conciles (Livre 11e : quatrième concile œcuménique à Chalcédoine en 451 - Livre 12e : derniers conciles du Ve siècle - Livre 13e : conciles de la première moitié du VIe siècle jusqu'au commencement de la discussion sur les trois chapitres), t. II, partie 2, 1908, 751 p. (lire en ligne)
  - vol. 5 : Histoire des Conciles (Livre 14e : discussion sur les trois chapitres et Ve concile œcuménique - Livre 15e : depuis le Ve concile œcuménique jusqu'aux premières discussions sur le monothélisme - Livre 16e : le monothélisme et le VIe concile œcuménique - Livre 17e : depuis le VIe concile œcuménique jusqu'au début de l'iconoclasme), t. III, partie 1, 1909, 600 p. (lire en ligne)
  - vol. 6 : Histoire des Conciles (Livre 18e : les iconoclastes et le VIIe concile œcuménique - Livre 19e : conciles étrangers à l'iconoclasme tenus entre 738 et 788 - Livre 20e : conciles tenus depuis 788 jusqu'à la mort de Charlemagne en 814), t. III, partie 2, 1910, 676 p. (lire en ligne)
  - vol. 7 : Histoire des Conciles (Livre 21e : époque de Louis le Débonnaire et de Lothaire Ier jusqu'au commencement des discussions de Gotescalc (814-847) - Livre 22e : conciles durant les discussions soulevées par Gotescalc de 848 à 860 - Livre 23e : conciles relatifs à Lothaire, Rothade, Hincmar de Laon et Photius de 860 à 867 - Livre 24e : le VIIIe concile œcuménique tenu en 869 - Livre 25e : réintégration et seconde déposition de Photius), t. IV, partie 1, 1911, 612 p. (lire en ligne)
  - vol. 8 : Histoire des Conciles (Livre 26e : conciles occidentaux de 870 à 900 inclusivement - Livre 27e : conciles du Xe siècle - Livre 28e : première moitié du XIe siècle, depuis la mort de Sylvestre II jusqu'à l'élévation de Léon IX - Livre 29e : époque de Saint Léon et de ses deux successeurs immédiats - Livre 30e : époques des papes Nicolas II et Alexandre II), t. IV, partie 2, 1911, 846 p. (lire en ligne)
  - vol. 9 : Histoire des Conciles (Livre 31e : conciles sous le pontificat de Grégoire VII - Livre 32e : de la mort de Grégoire VII au concordat de Worms et au IXe concile œcuménique - Livre 33e : conciles du IXe concile œcuménique au conflit avec les Hohenstaufen, 1124-1152), t. V, partie 1, 1912, 847 p. (lire en ligne)
  - vol. 10 : Histoire des Conciles (Livre 34e : conciles de 1152 à 1198 - Livre 35e : Innovent III et les conciles tenus sous son règne, XIIe concile général - Livre 36e : Frédéric II, 1216-1250), t. V, partie 2, 1913, 931 p. (lire en ligne)
  - vol. 11 : Histoire des Conciles (Livre 37e : de la mort de Frédéric II au XIVe concile œcuménique (1250-1274) - Livre 38e : du XIVe concile œcuménique jusqu'à Boniface VIII - Livre 39e : Boniface VIII - Livre 40e : pontificat de Clément V jusqu'au XVe concile œcuménique, exil d'Avignon, procès contre les Templiers et contre Boniface VIII), t. VI, partie 1, 1914, 672 p. (lire en ligne)
  - vol. 12 : Histoire des Conciles (Livre 41e : XVe concile œcuménique à Vienne, 1311-1312 - conciles jusqu'à Jean XXII, 1316 - Livre 42e : du pape Jean XXII à la fin de l'exil d'Avignon (1316-1378) - Livre 43e : le grand schisme d'occident, de l'élection d'Urbain VI au concile de Pise (1378-1409)), t. VI, partie 2, 1915, 890 p. (lire en ligne)
  - vol. 13 : Histoire des Conciles (Livre 44e : le concile de Pise et Grégoire XII, contre-synode tenu à Cividale en 1409 - Livre 45e : concile de Constance, 1414-1418 - Livre 46e : période comprise entre les conciles de Constance et de Bâle), t. VII, partie 1, 1916, 662 p. (lire en ligne)
  - vol. 14 : Histoire des Conciles (Livre 47e : le concile de Bâle jusqu'à sa translation à Ferrare et à Florence (1431 à 1437) - Livre 48e : concile de Ferrare-Florence. Union avec les Grecs. Schisme des pères de Bâle - Livre 49e : fin des conciles de Florence et de Bâle - Livre 50e : du concile de Bâle au cinquième concile de Latran par le cardinal Hergenrœther), t. VII, partie 2, 1916, 704 p. (lire en ligne)
  - vol. 15 : Histoire des Conciles (Livre 50e : du concile de Bâle au cinquième concile de Latran (suite) - Livre 51e : le dix-huitième concile général, cinquième de Latran), t. VIII, partie 1, 1917, 620 p. (lire en ligne)
  - vol. 16 : Histoire des Conciles (Livre 52e : le protestantisme. précédents du concile de Trente), t. VIII, partie 2, 1921, 640 p. (lire en ligne)